# Sauto
Sauto – miejscowość i gmina we Francji, w regionie Oksytania, w departamencie Pireneje Wschodnie.
Według danych na rok 1990 gminę zamieszkiwały 102 osoby, a gęstość zaludnienia wynosiła 12 osób/km² (wśród 1545 gmin Langwedocji-Roussillon Sauto plasuje się na 800. miejscu pod względem liczby ludności, natomiast pod względem powierzchni na miejscu 831.). 

## Zabytki
Zabytki na terenie gminy posiadające status monument historique:
- most Cassagne (Pont de Cassagne)